# Pedro Manuel Mendes Ribeiro
Pedro Manuel Mendes Ribeiro (Paredes, 25 gennaio 1983) è un ex calciatore portoghese, di ruolo difensore.

## Caratteristiche tecniche
Gioca come difensore centrale.

## Carriera

### Nazionale
Con la Nazionale Under-21 portoghese ha preso parte agli Europei Under-21 2006.

## Palmarès

### Club

#### Competizioni nazionali
- Supercoppa di Portogallo: 1

Porto: 2004
- Girabola: 1

Libolo: 2012

#### Competizioni internazionali
- Coppa Intercontinentale: 1

Porto: 2004